# طاووس کارولینا
طاووس کارولینا (نام علمی: Papilio carolinensis) نام یک گونه از سرده فرانه‌ها است.